# Miłość, szmaragd i krokodyl
Miłość, szmaragd i krokodyl (ang. Romancing the Stone) – amerykańsko-meksykańska komedia przygodowa z 1984 roku w reżyserii Roberta Zemeckisa.
Sukces filmu sprawił, że po roku nakręcono jego sequel Klejnot Nilu (Jewel of the Nile 1985).

## Fabuła
Joan Wilder pisze powieści przygodowe. Pewnego dnia otrzymuje przesyłkę, w której znajduje się mapa wiodąca do skarbu. Do pisarki dzwonią gangsterzy, którzy porwali w Kolumbii jej siostrę i chcą ją wymienić na mapę. Pisarka wyrusza do Ameryki Południowej. Wpada w tarapaty, z których ją wyciąga obieżyświat Jack T. Colton. Od tej pory razem szukają skarbu (szmaragdu) i siostry.

## Obsada
- Michael Douglas – Jack T. Colton
- Kathleen Turner – Joan Wilder
- Danny DeVito – Ralph
- Zack Norman – Ira
- Alfonso Arau – Juan
- Manuel Ojeda – Zolo
- Holland Taylor – Gloria
- Mary Ellen Trainor – Elaine
- Eve Smith – pani Irwin

## Produkcja
Zdjęcia kręcono w Nowym Jorku i w Parku Narodowym Zion w stanie Utah, a także w Meksyku (stany Hidalgo i Veracruz).

## Nagrody i nominacje
Oscary za rok 1984
- Najlepszy montaż – Donn Cambern, Frank Morriss (nominacja)

Złote Globy 1984
- Najlepsza komedia lub musical – reż. Robert Zemeckis
- Najlepsza aktorka w komedii lub musicalu – Kathleen Turner